# Nietzsche. Il segreto di Zarathustra
Nietzsche. Il segreto di Zarathustra (Zarathustras Geheimnis) è un libro pubblicato nel 1992 dal giornalista ed ex editore Joachim Köhler. A metà tra il saggio e la biografia, narra ed interpreta in modo nuovo particolari avvenimenti della vita quotidiana del filosofo tedesco; l'autore giunge in tal modo alla conclusione che il pensiero e l'opera tutta di Friedrich Nietzsche in realtà "nasconde la protesta di un omosessuale".

## Contenuto
Si cercano di dipanare quelli che rimangono ancor oggi episodi enigmatici nella vita di Nietzsche, assieme ai rapporti sommamente ambigui da lui instaurati con Richard Wagner, Paul Rée e Lou Andreas Salomé, oltre che con gli amici di gioventù prima e coi colleghi d'università poi: la misteriosa malattia durata tutta la vita e la relazione ossessiva con la madre ma soprattutto con la sorella Elisabeth Förster-Nietzsche.
L'autore riflette sullo sviluppo psicosessuale del giovane Nietzsche e scopre un complesso e problematico conflitto interiore, essendo state le proprie più naturali pulsioni sempre represse a causa dell'ambiente farisaico e moralista in cui s'è trovato costretto a crescere. Questo sarebbe stato il suo demone creatore a partire dalla predicazione di Così parlò Zarathustra. Il segreto di Zarathustra è così quello eminentemente sessuale: la sua guerra senza tregua contro la morale cristiana per un completo riappropriarsi dei più terreni e vitali valori (e virtù di stampo antico, greco), rimanda fortemente ad un'inclinazione omosessuale latente.
Dagli anni dell'infanzia, immerso in un mondo esclusivamente femminile, ai primi turbamenti adolescenziali, al periodo d'insegnamento a Basilea, fino al viaggio incomprensibile, quello che gli fa prendere un traghetto (lui che soffre in maniera terribile di mal di mare), attraversare il Tirreno e sbarcare a Messina: a Taormina in quegli anni viveva il barone tedesco Wilhelm von Gloeden, il quale aveva iniziato a fotografare in pose artistiche da antico greco, seminudi, i giovinetti siciliani. Le sue immagini circolavano tra gli appassionati collezionisti e sembra che Nietzsche ne fosse venuto a conoscenza; tutto sembra pertanto tornare ad indicare un unico punto essenziale: l'anello del ritorno si richiude nella sessualità repressa di Nietzsche.

## Edizioni
- Joachim Köhler: Nietzsche. Il segreto di Zarathustra. Rusconi, 1994, 590 pag. con prefazione e a cura di Fabio Minazzi.